# Zwei ausgebuffte Profis
Zwei ausgebuffte Profis, auch bekannt als Superprofis trumpfen auf (Originaltitel: Semi-Tough), ist eine US-amerikanische Filmkomödie aus dem Jahr 1977 des Regisseurs Michael Ritchie mit Burt Reynolds, Kris Kristofferson und Jill Clayburgh in den Hauptrollen. Der Film beruht auf dem gleichnamigen Roman Semi-Tough von Dan Jenkins und spielte 37,2 Mio. US-Dollar an den Kinokassen ein. Die Handlung dreht sich im Wesentlichen um zwei beste Freunde, Footballprofis, die in dieselbe Frau verliebt sind. Außerdem werden Werner Erhard und seine Erhard Seminars Training (est), parodiert. Im Film nennt sich diese Organisation „B.E.A.T.“
Drehbuchautor Walter Bernstein adaptierte den Roman und Regisseur Ritchie baute die Parodie auf Selbsthilfegruppen und neue Religionen ein.

## Handlung
Die American-Football-Profis Billy Clyde Puckett und Marvin „Shake“ Tiller sind mit der attraktiven Barbara Jane Bookman befreundet. Beide lieben sie.
Barbara ist die Tochter des Besitzers des Vereins aus Miami, für den beide spielen. Als Shake an einem Selbstverbesserungskurs namens „B.E.A.T.“ (Bismark Earthwalk Action Training), geleitet von Friedrich Bismark, teilnimmt, entwickelt er mehr Selbstsicherheit und Barbara verliebt sich in ihn.
Bismark warnt Shake, dass Mischbeziehungen nicht funktionieren würden. Barbara tritt aus Liebe diesem Kurs bei und versucht eine Erleuchtung zu finden, was ihr nicht gelingt. Sie ist von Bismark und dessen Kontrollwahn und Doppelmoral angewidert, während ihr Freund Bismark vertraut. B.E.A.T. habe ihm sehr geholfen und er sei ein besserer Mensch und Profi geworden. Billy Clyde Puckett tritt dem Kurs ebenfalls bei und entlarvt Bismark schließlich als Scharlatan. Es gelingt ihm schließlich, Barbara für sich zu gewinnen.

## Produktionsnotizen
Burt Reynolds und Kris Kristofferson trainierten Football, um für die Rollen in Form zu kommen. Sie wurden von den American-Football-Stars John Matuszak, Paul Hornung, Joe Kapp und Ed „Too Tall“ Jones unterstützt. Die Football-Szenen wurden in der Miami Orange Bowl gedreht.
Der Darsteller Bert Convy nahm an einem der Werner Erhard-Seminare teil, um die Rolle des Kursleiters Friedrich Bismark besser spielen zu können.

### Kassenerfolg
Der Film spielte 37.187.139 US-Dollar an den Kinokassen ein. Semi-Tough wurde 1980 als Vorlage eines Pilotfilms für eine spätere Fernsehserie genommen. In diesem Piloten spielte Bruce McGill die Rolle Burt Reynolds’. Neben ihm war David Hasselhoff in der Rolle Kristoffersons zu sehen.

### Preise
Im Jahr 1978 erhielt Walter Bernstein eine Nominierung für den WGA Award von der Writers Guild of America in der Kategorie „Beste Komödie, die aus einem anderen Medium adaptiert wurde“ (gemeint war damit der Roman von Dan Jenkins).

### Kritik
Die Kritik fiel unterschiedlich aus. Das The Wall Street Journal lobte die Parodie auf Werner Erhard. Der The Charlotte Observer lobte die Leistung Bert Convys, der den Guru Frederick Bismark darstellte. Das Time Magazine nannte den Film „einen der besten des Jahres 1977“.